# Ester Uzoukwu
Ester Uzoukwu es una deportista nigeriana que compitió en taekwondo. Ganó una medalla de plata en los Juegos Panafricanos de 2015 en la categoría de +73 kg.

## Palmarés internacional
| Juegos Panafricanos | Juegos Panafricanos               | Juegos Panafricanos | Juegos Panafricanos |
| Año                 | Lugar                             | Medalla             | Categoría           |
| ------------------- | --------------------------------- | ------------------- | ------------------- |
| 2015                | Brazzaville (República del Congo) | Medalla de plata    | +73 kg              |